# Jemma Wadham
Jemma L Wadham es una biogeoquímica glaciar británica. Es reconocida como una de las líderes mundiales en glaciología.

## Educación
Wadham completó su licenciatura y maestría en geografía física en la Universidad de Cambridge. Luego completó su doctorado en la Universidad de Bristol en 1998.

## Carrera profesional
Wadham obtuvo brevemente un puesto de investigación postdoctoral en la Universidad de Leeds antes de regresar a la Universidad de Bristol para ocupar un puesto en el Centro de Glaciología de esa universidad.
Wadham investiga los ecosistemas glaciares e investiga su impacto en los procesos biogeoquímicos. Ha trabajado en las regiones polares, incluida la Antártida y las capas de hielo de Groenlandia. Esto ha dado lugar a más de 90 publicaciones científicas y un libro de texto sobre los lagos antárticos.
Ha estado involucrada con el Comité Científico Internacional de Investigación Antártica, el Comité Científico de Investigación Antártica (SCAR) y la ciencia subglacial en la Antártida. Ha servido en el Comité Directivo de Exploración del Lago Ellsworth y es colaboradora de este programa de exploración de lagos subglaciales.
En 2012 el equipo de Wadham de la Universidad de Bristol usó modelos informáticos para predecir la cantidad de metano atrapado bajo las capas de hielo, descubriendo que se encuentran 400 miles de millones de toneladas métricas de carbono atrapadas debajo del hielo glacial.
Es una de las pocas mujeres que trabajan en el desarrollo de tecnología para explorar lagos subglaciales. Su trabajo en Groenlandia ha mejorado la comprensión de la dinámica de las capas de hielo y su contribución a los ciclos biogeoquímicos globales.
En 2021 Wadham publica su primer libro, Ice Rivers, donde recolecta recuerdos personales sobre su trabajo en terreno con una pizca de ciencia e historia.

## Publicaciones

### Libros
- Wadham, Jemma L. (2021). Ice rivers: a story of glaciers, wilderness, and humanity. ISBN 978-0-691-22901-0. OCLC 1268007689. Consultado el 9 de enero de 2022.

### publicaciones académicas
Nota: Esta es una lista de los trabajos científicos más citados de la investigadora; para revisar el listado completo revise el perfil del investigador en ResearcherID.
- Wadham, J. L.; Arndt, S.; Tulaczyk, S.; Stibal, M.; Tranter, M.; Telling, J.; Lis, G. P.; Lawson, E. et al. (2012-08). «Potential methane reservoirs beneath Antarctica». Nature (en inglés) 488 (7413): 633-637. ISSN 1476-4687. doi:10.1038/nature11374. Consultado el 9 de enero de 2022.
- Wadham, J. L.; Hawkings, J. R.; Tarasov, L.; Gregoire, L. J.; Spencer, R. G. M.; Gutjahr, M.; Ridgwell, A.; Kohfeld, K. E. (15 de agosto de 2019). «Ice sheets matter for the global carbon cycle». Nature Communications (en inglés) 10 (1): 3567. ISSN 2041-1723. doi:10.1038/s41467-019-11394-4. Consultado el 9 de enero de 2022.
- Hawkings, Jon R.; Wadham, Jemma L.; Tranter, Martyn; Raiswell, Rob; Benning, Liane G.; Statham, Peter J.; Tedstone, Andrew; Nienow, Peter et al. (21 de mayo de 2014). «Ice sheets as a significant source of highly reactive nanoparticulate iron to the oceans». Nature Communications (en inglés) 5 (1): 3929. ISSN 2041-1723. doi:10.1038/ncomms4929. Consultado el 9 de enero de 2022.
- Yallop, Marian L; Anesio, Alexandre M; Perkins, Rupert G; Cook, Joseph; Telling, Jon; Fagan, Daniel; MacFarlane, James; Stibal, Marek et al. (2012-12). «Photophysiology and albedo-changing potential of the ice algal community on the surface of the Greenland ice sheet». The ISME Journal (en inglés) 6 (12): 2302-2313. ISSN 1751-7362. PMC 3504962. PMID 23018772. doi:10.1038/ismej.2012.107. Consultado el 9 de enero de 2022.
- Mader, Heidy M.; Pettitt, Michala E.; Wadham, Jemma L.; Wolff, Eric W.; Parkes, R. John (2006). «Subsurface ice as a microbial habitat». Geology (en inglés) 34 (3): 169. ISSN 0091-7613. doi:10.1130/G22096.1. Consultado el 9 de enero de 2022.

## Premios y honores
Recibió el Premio Philip Leverhulme en octubre de 2007 por su contribución internacional a la ciencia polar.